# Verdugo-de-peito-preto
O verdugo-de-peito-preto (Cracticus nigrogularis) é uma ave canora nativa da Austrália. Descrito por John Gould em 1837, é uma ave preta e branca com cerca de 28 a 32 cm de comprimento e um bico longo e curvo. Sua cabeça e garganta são pretas, formando um capuz marcante; o manto, grande parte da cauda e das asas também são pretos. O pescoço, as partes inferiores e as penas externas das asas são brancas. Os filhotes têm plumagem predominantemente marrom e branca, que vai sendo substituída por penas pretas à medida que amadurecem. São reconhecidas duas subespécies do verdugo-de-peito-preto.
Dentro de sua área de distribuição, essa ave é geralmente sedentária. Comum em bosques e ambientes urbanos, é carnívora, alimentando-se de insetos e pequenos vertebrados, incluindo outras aves. Curioso e dócil, o verdugo-de-peito-preto já foi observado aceitando comida de humanos. Constrói ninhos em árvores, em forma de taça feita de gravetos, onde põe de dois a cinco ovos. Participa de reprodução cooperativa [en], com casais às vezes auxiliados por várias aves ajudantes. O grupo é territorial, defendendo o local de nidificação contra intrusos. A União Internacional para a Conservação da Natureza (IUCN) classificou o verdugo-de-peito-preto como uma espécie pouco preocupante, devido à sua ampla distribuição e população aparentemente estável.

## Taxonomia

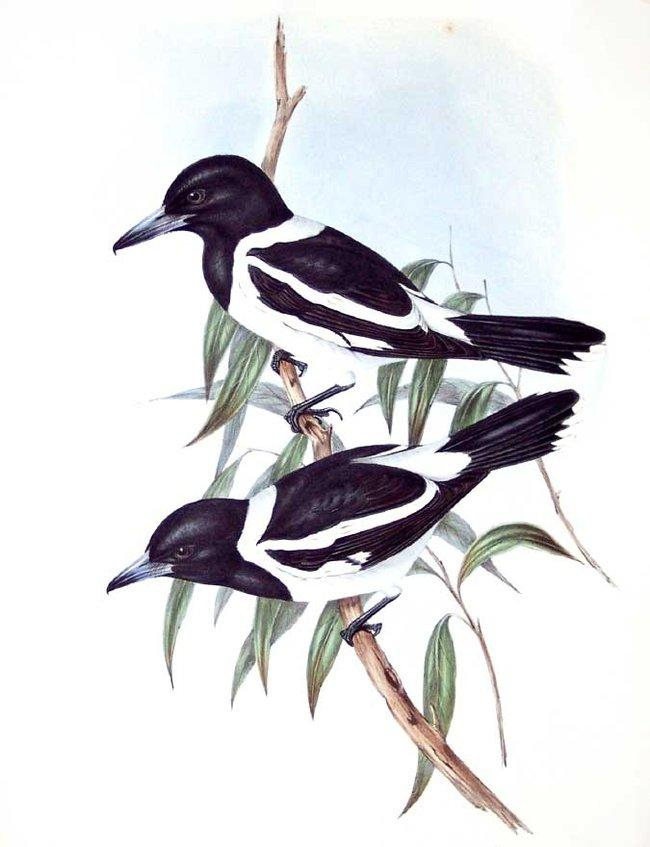
Pintura de John Gould

O verdugo-de-peito-preto foi descrito pelo ornitólogo John Gould em 1837 como Vanga nigrogularis. O espécime-tipo foi coletado perto de Sydney. O nome da espécie vem das palavras em latim niger ("preto") e gula ("garganta"). Em 1848, Gould descreveu Cracticus picatus no norte da Austrália, chamando-o de "um representante menor e próximo, mas distinto, de Cracticus nigrogularis". O termo picatus em latim significa "manchado de piche", ou seja, "manchas pretas". Posteriormente, foi reclassificado como uma subespécie de C. nigrogularis. Gregory Mathews descreveu as subespécies inkermani de Queensland e mellori de Victoria e Austrália Meridional em 1912, com base em tamanhos menores e maiores que a subespécie nominada, respectivamente. Ambas são hoje consideradas indistintas da subespécie nominada. Mathews também descreveu a subespécie kalgoorli de Kalgoorlie em 1912, por seu bico mais longo, mas hoje ela é considerada parte da subespécie picatus.
Atualmente, duas subespécies são reconhecidas. A subespécie nominada nigrogularis ocorre no leste da Austrália, enquanto a subespécie picatus é encontrada no Território do Norte, Austrália Ocidental e norte da Austrália Meridional. Esta última tem um colar branco mais largo (3,7 cm) e uma garupa mais esbranquiçada, com exemplares menores nas partes mais ao norte da distribuição. A fronteira entre as subespécies fica na região do Golfo Country, conhecida como Barreira Carpentária. Apesar da distinção física, isso não se reflete geneticamente, e aves do noroeste da Austrália têm afinidades com a subespécie do leste. Análises de sequências de DNA mitocondrial indicam que o verdugo-de-peito-preto se expandiu rapidamente a partir de vários refúgios durante o Pleistoceno.
O verdugo-de-peito-preto é um dos seis (ou sete) membros do gênero Cracticus, conhecidos como verdugos. Dentro do gênero, é mais próximo do verdugo-de-Tagula (C. louisiadensis) e do verdugo-de-cabeça-preta (C. cassicus). Esses três formam um grupo monofilético, tendo divergido dos ancestrais do açougueiro-cinzento há cerca de cinco milhões de anos. Os verdugos, a pega-australiana (Gymnorhina tibicen) e os membros do gênero Strepera foram classificados na família Cracticidae em 1914 por John Albert Leach [en], após estudo de sua musculatura. Os ornitólogos americanos Charles Sibley e Jon Ahlquist reconheceram em 1985 a relação próxima entre as aves do gênero Artamus [en] e os verdugos, agrupando-os em um clado Cracticini, que se tornou a família Artamidae em 1994.
"Verdugo-de-peito-preto" é o nome oficial designado pela International Ornithologists' Union. Nomes alternativos em inglês incluem "black-throated butcherbird", "break o'day boy" e "organbird". Leach também o chamou de "black-throated crow shrike" ("corvo-garganta-preta"), nome usado por Gould para a subespécie nigrogularis, enquanto chamava a subespécie picatus de "pied crow-shrike" ("corvo-pintado"). "Jackeroo" é um nome coloquial das Cordilheiras Musgrave [en] na Austrália Central. Gould registrou Ka-ra-a-ra como um nome usado pelos indígenas de Darwin. O povo Ngarluma [en] do oeste de Pilbara o conhecia como gurrbaru. No dialeto Yuwaaliyaay da língua gamilaraay do sudeste da Austrália, é chamado buubuurrbu. Nomes registrados na Austrália Central incluem alpirtaka e urbura na língua arrernte.

## Descrição

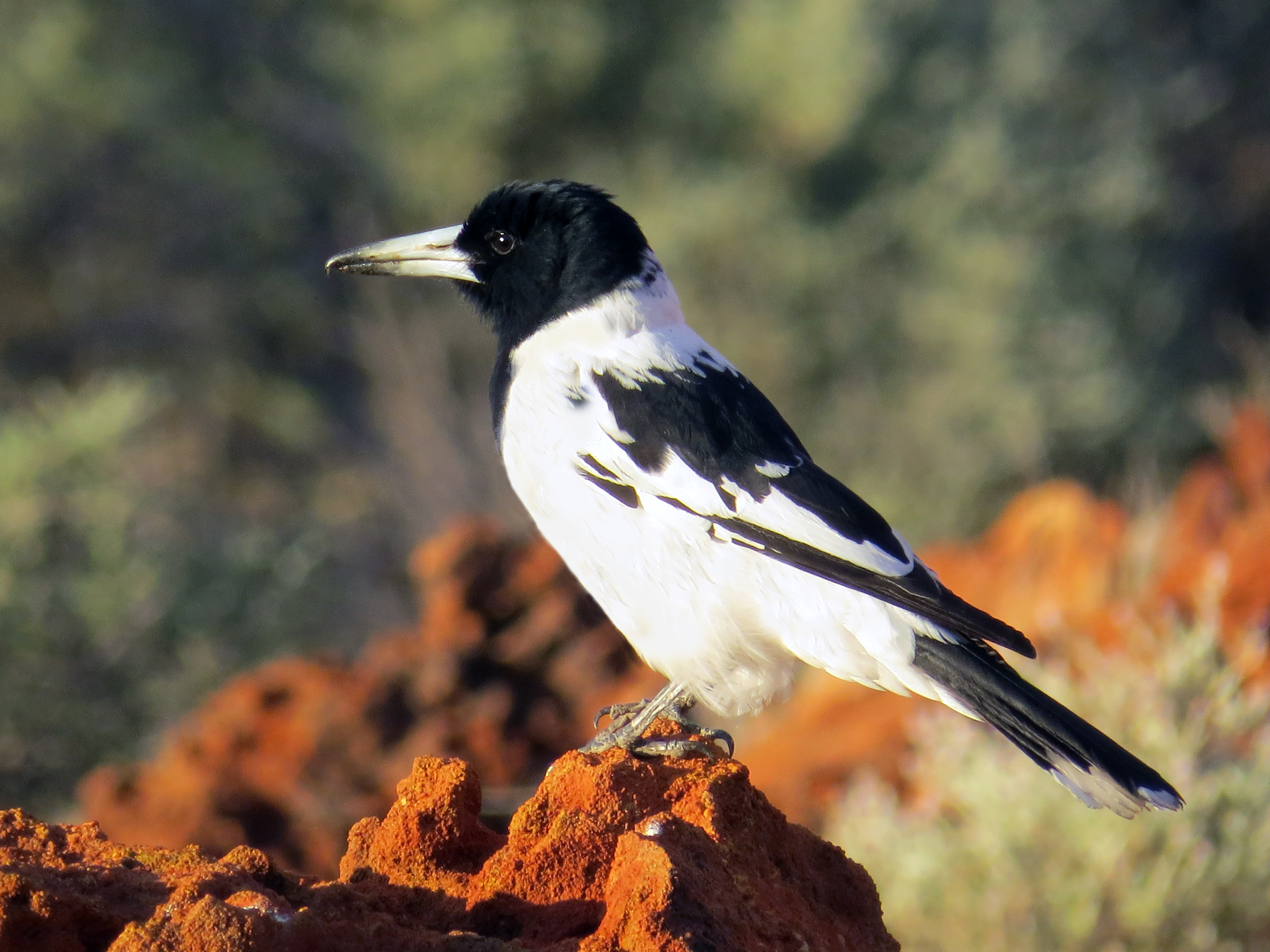
Subespécie picatus na Cordilheira Slate (Deserto de Gibson)

Como outros verdugos, o verdugo-de-peito-preto tem corpo robusto, pernas curtas e cabeça relativamente grande. Mede de 28 a 32 cm de comprimento, com média de 31 cm, envergadura de 51 cm e peso em torno de 120 gramas. Suas asas são relativamente longas, alcançando metade da cauda quando dobradas. A plumagem é quase totalmente preta e branca, com pouca diferença entre os sexos. Possui cabeça, nuca e garganta pretas, criando a aparência de um capuz, delimitado por um colar branco no pescoço, com cerca de 3,2 cm de largura. O capuz preto é ligeiramente brilhante sob luz forte e pode desbotar com a idade, sendo um pouco mais opaco e acastanhado nas fêmeas adultas. O colar da fêmea é mais estreito, cerca de 2,5 cm, e cinza-branco em vez de branco puro. Várias cerdas pretas rígidas, de até 1,5 cm, emergem dos loros inferiores. O manto superior e algumas escápulas frontais são brancos, contrastando com o manto inferior preto e o restante das escápulas. A garupa é cinza-clara, e as penas cobertoras superiores da cauda são brancas. A cauda é longa, com ponta arredondada ou em cunha, composta por doze rectrizes pretas. A ponta da cauda e as penas externas das asas são brancas. As partes inferiores são brancas. Os olhos são marrom-escuros, as pernas cinzentas e o bico azul-acinzentado com ponta preta, com um gancho proeminente na extremidade.
Os filhotes têm plumagem marrom-escura no lugar do preto, sem o colar claro, com loros, queixo e garganta superior creme a amarelados, tornando-se mais marrons na garganta inferior e peito. As partes inferiores variam de branco-sujo a creme. O bico é marrom-escuro. No primeiro ano, mudam para a plumagem imatura, semelhante à dos filhotes, mas com a garganta marrom-escura mais extensa. O bico torna-se azul-acinzentado com ponta marrom-escura ou preta.

### Voz

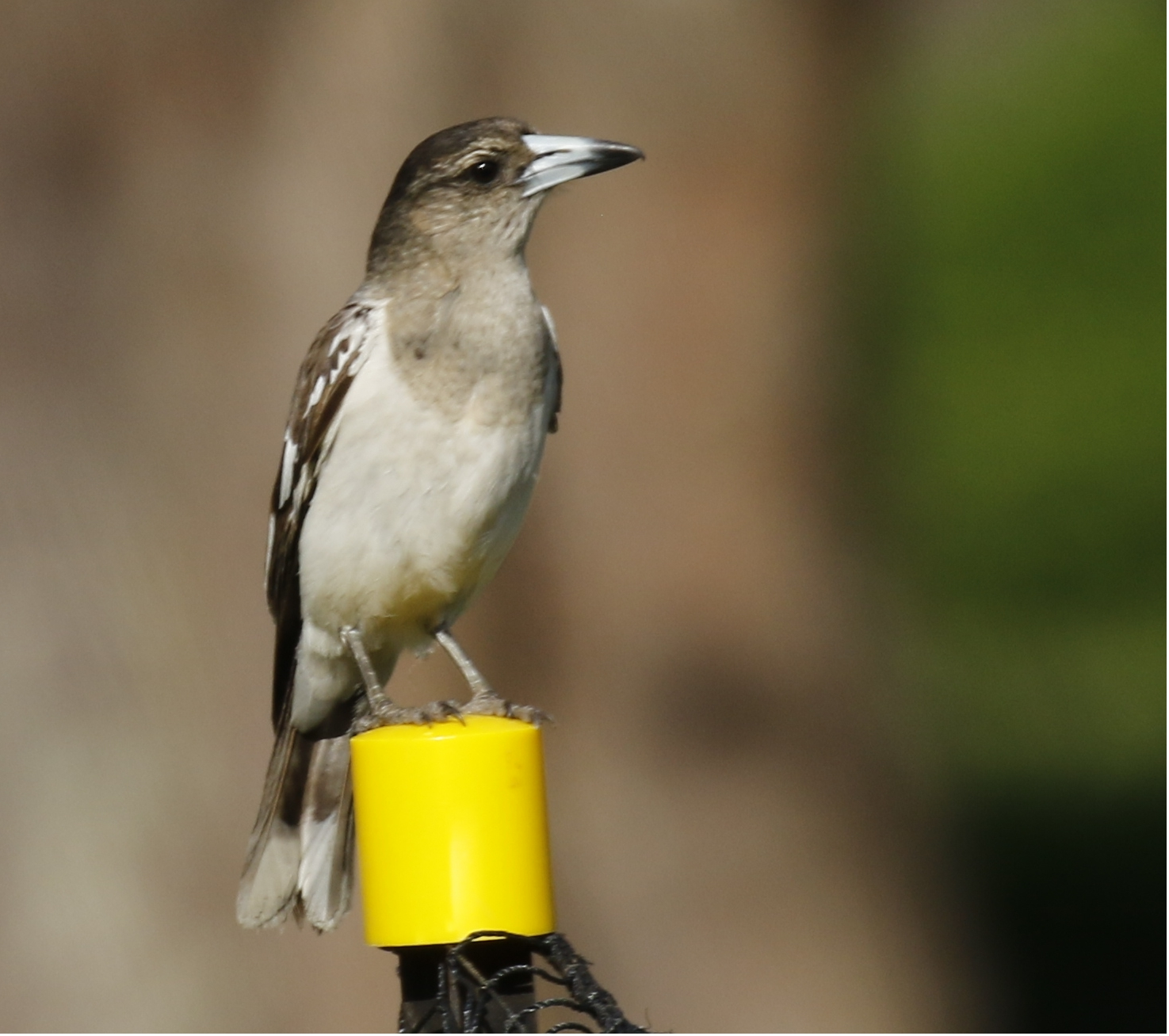
Ave imatura - Jardins Botânicos da Cidade - Brisbane

O verdugo-de-peito-preto é considerado o mais talentoso cantor entre as aves australianas, com seu canto descrito como uma "flauta mágica" por um escritor, mais rico e claro que o da pega-australiana. As melodias variam pelo continente, sem um canto único para toda a população. Não há distinção clara entre chamados simples e canções elaboradas: duetos e coros maiores são comuns. A espécie improvisa bastante, criando melodias novas e complexas. Um de seus chamados foi comparado às primeiras notas da Quinta Sinfonia de Beethoven. O canto ocorre frequentemente ao amanhecer e raramente no fim do dia, mas às vezes é ouvido em noites de lua cheia.
Três tipos de canto foram descritos: o canto diurno, mais comum, é entoado sozinho ou em pares como coro ou dueto antífona, geralmente durante o dia e em voo, promovendo vínculo e comunicação. O canto sussurrado é mais frequente em clima úmido ou com ventos, com a ave em uma árvore, produzindo harmonias suaves e complexas por até 45 minutos, imitando outras aves, latidos de cães, balidos de ovelhas ou assobios humanos. Durante a temporada de reprodução, o canto de acasalamento é cantado à noite até o amanhecer, quando passa ao canto diurno, sendo mais longo e complexo. Em resposta a ameaças, emite um chamado de alarme harmônico com notas curtas, altas e descendentes, ou um tagarelar.

### Espécies semelhantes
O capuz preto distingue o verdugo-de-peito-preto de outros verdugos, da pega-australiana e da gralina-pega, que também tem bico bem menor. Seu chamado é mais agudo que o do açougueiro-cinzento e prefere habitats mais abertos. O filhote se assemelha ao açougueiro-cinzento, com garganta superior amarelada e plumagem marrom-escura em vez de preta.

## Distribuição e habitat

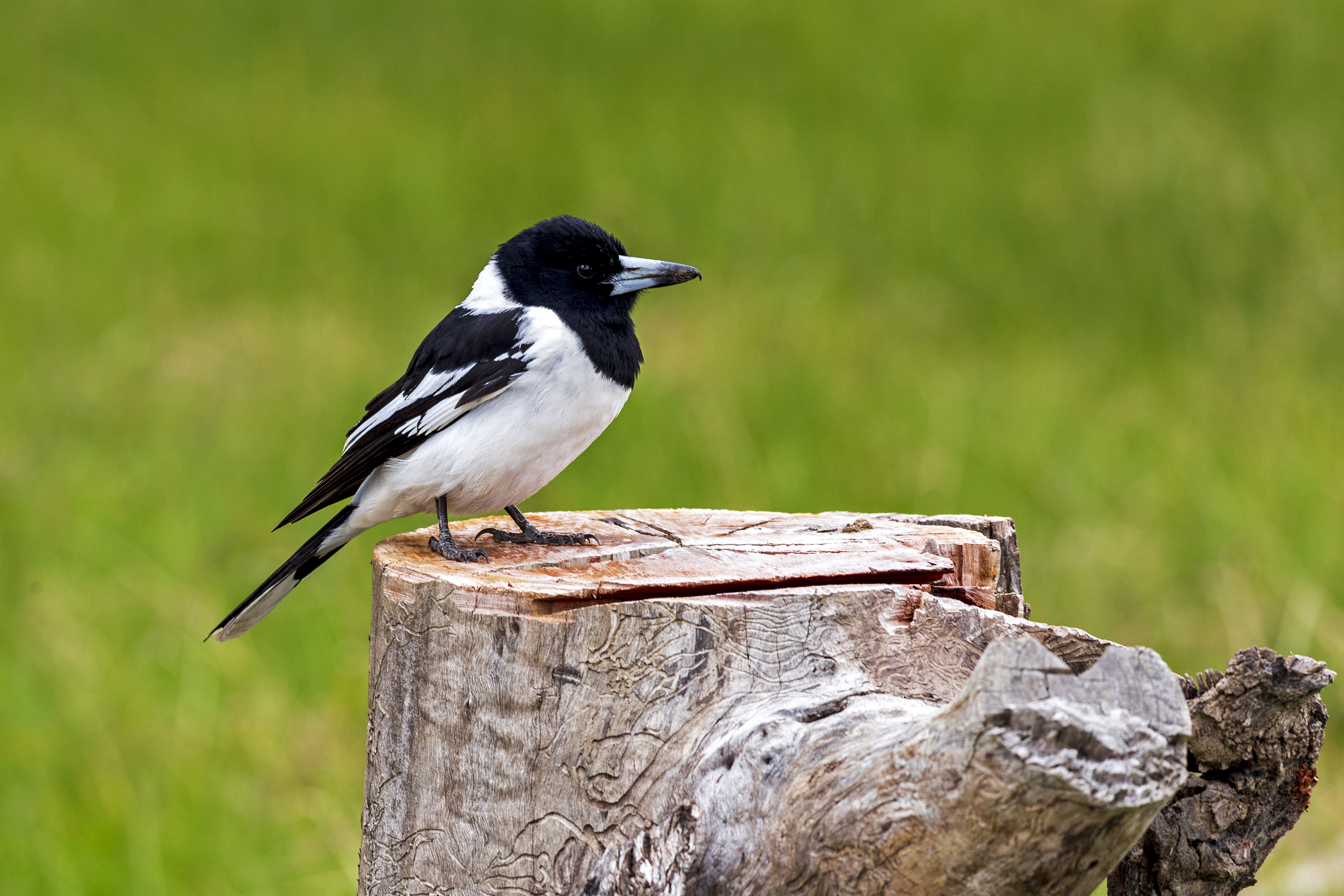
Laguna Bomen, en, Nova Gales do Sul

O verdugo-de-peito-preto está presente em grande parte da Austrália, exceto o extremo sul do continente e a Tasmânia. É raramente registrado na Bacia de Sydney [en], estando ausente de Illawarra, Planaltos Meridionais e da costa sul de Nova Gales do Sul. Em Victoria, ocorre ao longo do Vale do Rio Murray e a oeste de Chiltern [en]. Na Austrália Meridional, não é encontrado no nordeste nem na planície de Adelaide. Na Austrália Ocidental, está presente, mas ausente do Grande Deserto Arenoso. É geralmente sedentário, com poucos movimentos sazonais.
Habita florestas abertas de esclerófilas, bosques de eucaliptos e acácias, e matagais com sub-bosque esparso ou baixo, com arbustos como Triodia, Lomandra ou Hibbertia. É menos comum em mallee. Em áreas áridas e no norte da Austrália, restringe-se a bosques junto a rios. Tornou-se mais comum no sudoeste da Austrália Ocidental com o desmatamento, mas raro perto de Darwin devido ao desenvolvimento urbano.

### Status de conservação
O verdugo-de-peito-preto é classificado como pouco preocupante pela IUCN, devido à sua ampla distribuição e população estável, sem sinais de declínio significativo.

## Comportamento
O verdugo-de-peito-preto parece ser monogâmico, embora seus hábitos reprodutivos sejam pouco estudados. Há evidências de reprodução cooperativa, com alguns casais auxiliados por várias aves ajudantes que alimentam os filhotes e defendem o ninho. Esses pares ou grupos defendem o território, afugentando aves de rapina e outros intrusos, às vezes atacando cães ou pessoas. Podem atacar em dupla, uma pela frente e outra por trás, se algo se aproximar demais do ninho.
A idade máxima registrada por anilhamento é de 22 anos e 1,7 meses, para um indivíduo anilhado em Rockhampton [en] em junho de 1988 e recuperado em agosto de 2010, a 7 km de distância, ferido e sacrificado.

### Reprodução
Na maior parte de sua distribuição, o verdugo-de-peito-preto reproduz-se do inverno ao verão, pondo ovos entre julho e dezembro, sobretudo de setembro a novembro, com filhotes no ninho de agosto a fevereiro, embora haja registros fora desses meses. O ninho, feito de gravetos secos, tem interior em forma de taça com gramíneas secas, Sclerolaena muricata [en], cascas e folhas. Fica na forquilha de uma árvore, muitas vezes oculto pela folhagem. A ninhada tem de dois a cinco ovos (geralmente três ou quatro), ovais, com manchas marrons sobre uma base cinza-esverdeada ou marrom-clara. Ninhadas maiores foram registradas, como em Jandowae [en], Queensland, onde dois pares dividiram a incubação. Os ovos da subespécie nigrogularis medem cerca de 33 mm por 24 mm, enquanto os da picatus têm cerca de 31 mm por 22 mm. A incubação dura de 19 a 21 dias, com os ovos postos e eclodidos em intervalos de até 48 horas. Como todos os passeriformes, os filhotes são altriciais—nascem nus ou com penugem esparsa e cegos. Permanecem no ninho de 25 a 33 dias, podendo sair antes se perturbados. São alimentados pelos pais e ajudantes. Parasitas de ninho incluem o cuco-pálido (Cacomantis pallidus) e o cuco-tucano (Scythrops novaehollandiae).

### Alimentação
Carnívoro, o verdugo-de-peito-preto come insetos como besouros, percevejos, formigas, lagartas e baratas, além de aranhas e minhocas. Preda vertebrados como sapos, lagartixas, camundongos e aves pequenas, como o Zosterops lateralis, pardal-doméstico (Passer domesticus), mandarim-pálido [en] (Stizoptera bichenovii), Rhipidura leucophrys e filhotes de marreca-cinzenta [en] (Anas gracilis). É bem-visto por agricultores por caçar pragas como gafanhotos e roedores. Alguns indivíduos buscam restos em casas e piqueniques, tornando-se dóceis o suficiente para serem alimentados à mão ou com comida lançada ao ar. Também consome frutas como Ficus coronata [en], Exocarpos cupressiformis, Lycium ferocissimum [en] e Vitis vinifera, além de néctar do Eucalyptus miniata [en].
Costuma empoleirar-se em postes, tocos ou galhos enquanto busca presas, geralmente capturando-as no solo e ali as consumindo. Pode correr ou saltar atrás de alimento terrestre ou capturar insetos em voo. Normalmente caça sozinho ou em pares. Foi observado caçando em colaboração com a ógea-australiana [en], capturando estorninhos-malhados ou papa-méis-de-garganta-ruiva assustados pela ógea ou espantando aves pequenas de arbustos para o predador maior. Às vezes, armazena comida empalando-a em gravetos, arames farpados ou escondendo-a em fendas.

## Significado cultural
O canto do verdugo-de-peito-preto inspirou compositores australianos e internacionais, como Henry Tate [en], David Lumsdaine [en] (que o descreveu como "virtuose da composição e improvisação"), Don Harper [en], Olivier Messiaen, Elaine Barkin [en], John Rodgers [en], Ron Nagorcka [en] e John Williamson [en]. Na dança "Bird Song" de Siobhan Davies [en], o solo central foi acompanhado pelo canto do verdugo-de-peito-preto, que também inspirou grande parte da coreografia, incluindo os aspectos improvisados. A compositora e pesquisadora Hollis Taylor estudou o canto da espécie por 12 anos, lançando o CD duplo Absolute Bird, baseado em mais de cinquenta cantos solo noturnos. Seu livro "Is Birdsong Music? Outback Encounters with an Australian Songbird" retrata os locais remotos onde a espécie é encontrada.
Na extinta língua warray, falada no rio Adelaide em Terra de Arnhem, Cracticus nigrogularis era conhecido como lopolopo.

## Textos citados
- Higgins, Peter Jeffrey; Peter, John M.; Cowling, S.J., eds. (2006). Handbook of Australian, New Zealand and Antarctic Birds. Vol. 7: Boatbill to Starlings. Melbourne, Victoria: Oxford University Press. ISBN 978-0-19-553996-7